# La Tordue
La Tordue war eine französische Chanson-Band, die zwischen 1989 und 2003 bestand und mit ihren eigenständigen Stücken zeitweilig in Frankreich recht populär war.

## Bandgeschichte
Die französische Musikgruppe La Tordue wurde 1989 in Paris von Benoît Morel und Pierre Payan gegründet. Kurz danach kam Eric Philippon dazu. Für das letzte Album wurde außerdem Mathieu Morel Mitglied der Band. Morel war ursprünglich Songschreiber der Têtes Raides. Mit dieser Band vergleicht man sie am meisten. Im Dezember 2003 löste sich La Tordue auf.
Ihre Musik besteht großteils aus melancholischen Stücken und erlangte vorwiegend im französischen Sprachraum große Popularität.

## Besetzung
- Benoît Morel: Gesang
- Eric '"Fil" Philippon: Gitarre, Melodica, Bass, Xylophon, Banjo, Gesang
- Pierre Payan: Keyboard, Gitarre, Ziehharmonika, Lamellophon, Singende Säge, Melodica, Jug, Gesang
- Mathieu Morel: Schlagzeug, Perkussion

## Diskographie
- 1995: Les choses de rien
- 1997: T'es fou
- 2000: Le vent t'invite
- 2001: En vie (album live)
- 2002: Champ libre